# Нагельсен, Бетси
Хелен Элизабет (Бетси) Нагельсен (англ. Helen Elizabeth 'Betsy' Nagelsen, в замужестве Маккормак, англ. McCormack; род. 23 октября 1956, Сент-Питерсберг, Флорида) — американская теннисистка, теннисный комментатор и тренер. Двукратная победительница Открытого чемпионата Австралии в женском парном разряде (1978, 1980), четырёхкратная финалистка турниров Большого шлема во всех разрядах, первая ракетка мира среди девушек (1973).

## Биография
Родилась в 1956 году во Флориде в семье Чака Нагельсена и Марти Ньюкамер. Выросла в Сент-Питерсберге, играла в теннис с детства. В 1973 году выиграла чемпионат США среди девушек в возрасте до 16 лет и возглавляла мировой рейтинг среди девушек. На следующий год впервые сыграла за сборную США в Кубке Уайтмен — ежегодном матче женских теннисных сборных США и Великобритании, проводившемся отдельно от Кубка Федерации. Впоследствии, в 1980-х годах, ещё трижды участвовала в этих матчах, в общей сложности одержав три победы при одном поражении.
Профессиональная теннисная карьера Нагельсен продолжалась 21 год. За это время она завоевала 1 титул в профессиональном туре WTA в одиночном разряде и 21 титул в женских парах, в том числе дважды — в 1978 и 1980 годах — выиграв в этом разряде Открытый чемпионат Австралии. Она также один раз сыграла в финале этого турнира в одиночном разряде (в 1978 году, проиграв местной теннисистке Крис O'Нил). Ещё трижды Нагельсен проигрывала в финалах турниров Большого шлема в парных разрядах — в январе 1977 года в Австралии и в 1987 году на Уимблдоне в женских парах и в 1987 году на Открытом чемпионате США в смешанном.
Будучи сторонницей стиля serve-and-volley («подача и выход к сетке»), добивалась успехов в личных встречах с ведущими теннисистками мира, включая Крис Эверт, Мартину Навратилову и Аранчу Санчес Викарио. В 1985 году первенствовала в турнире, долгое время остававшемся самым высокооплачиваемым соревнованием женских пар в истории. Этот турнир с участием восьми пар состоялся в марте 1985 года в кантри-клубе Ла-Косты в Карлсбаде (Калифорния), его спонсором выступила компания Chrysler, а призовой фонд составил 500 тысяч долларов. Из общей суммы победительницы — Нагельсен и австралийка Венди Тёрнбулл, обыгравшие в финале Гану Мандликову и Розалин Фэрбенк, — получили на двоих 275 тысяч долларов. Кроме того, каждой из победительниц достался кабриолет от фирмы-спонсора.
В последние годы выступлений в профессиональном туре начала одновременно участвовать в соревнованиях ветеранов. Выиграла Уимблдонский турнир 1993 года и Открытый чемпионат США 1993 и 1994 годов среди женских пар в возрасте старше 35 лет. Позже работала теннисным комментатором в американских телевещательных компаниях ABC и ESPN и на австралийском 9-м канале. Вместе с братом Джимом тренировала в теннисной академии Ника Боллетьери, среди прочих, работала с Моникой Селеш. Основательница и первый тренер женской теннисной программы Колледжа штата Флорида (2010-2014), в 2012 году привела команду колледжа к победе в чемпионате штата и финалу первенства Национальной спортивной ассоциации начальных колледжей (NJCAA).
В 1986 году вышла замуж за Марка Маккормака, основателя крупного спортивного агентства IMG. В этом браке в 1997 году родилась дочь Мэгги. В 1995 году включена в списки Зала славы Межвузовской теннисной ассоциации.

## Финалы турниров Большого шлема за карьеру

### Одиночный разряд (0-1)
| Результат | Год  | Турнир                       | Покрытие | Соперница в финале | Счёт в финале |
| --------- | ---- | ---------------------------- | -------- | ------------------ | ------------- |
| Поражение | 1978 | Открытый чемпионат Австралии | Трава    | Крис O'Нил         | 3-6 6-7(3)    |

### Женский парный разряд (2-2)
| Результат | Год     | Турнир                           | Покрытие | Партнёрша           | Соперницы в финале               | Счёт в финале |
| --------- | ------- | -------------------------------- | -------- | ------------------- | -------------------------------- | ------------- |
| Поражение | 1977(1) | Открытый чемпионат Австралии     | Трава    | Керри Рид           | Хелен Гурлей Дайанна Фромхольц   | 7-5 1-6 5-7   |
| Победа    | 1978    | Открытый чемпионат Австралии     | Трава    | Рената Томанова     | Наоко Сато Пэм Уиткросс          | 7-5 6-2       |
| Победа    | 1980    | Открытый чемпионат Австралии (2) | Трава    | Мартина Навратилова | Энн Киёмура Кэнди Рейнольдс      | 6-4 6-4       |
| Поражение | 1987    | Уимблдонский турнир              | Трава    | Элизабет Смайли     | Клаудиа Коде-Кильш Гелена Сукова | 5-7 5-7       |

### Смешанный парный разряд (0-1)
| Результат | Год  | Турнир                 | Покрытие | Партнёр     | Соперники в финале                | Счёт в финале      |
| --------- | ---- | ---------------------- | -------- | ----------- | --------------------------------- | ------------------ |
| Поражение | 1987 | Открытый чемпионат США | Хард     | Пол Аннакон | Мартина Навратилова Эмилио Санчес | 4-6 7-6(6) 6-7(12) |